# Corucia
Corucia is een geslacht van hagedissen uit de familie skinken (Scincidae). 
De wetenschappelijke naam van de groep werd voor het eerst voorgesteld door John Edward Gray in 1855. 

## Verspreiding en leefgebied
Het geslacht komt op Salomonseilanden en op het eiland Bougainville (eiland) van Papoea-Nieuw-Guinea. 

## Soort
Het geslacht is monotypisch en kent één soort:
- Reuzenskink van de Salomonseilanden (Corucia zebrata) Gray 1855